# Patrick M. Shanahan
Patrick Michael Shanahan (Seattle, 27 de junio de 1962) es un ingeniero, ejecutivo de empresa y funcionario del gobierno estadounidense. Entre enero y junio de 2019 ejerció de forma interina como secretario de Defensa de los Estados Unidos tras la renuncia del entonces secretario, el general retirado James Mattis. 
El 9 de mayo de 2019 la Casa Blanca confirmó su nominación al puesto de Secretario de Defensa, propuesta que resultó finalmente retirada el 18 de junio del mismo año luego de que el propio Shanahan renunciase al puesto tras verse envuelto en un escándalo de violencia familiar. Ese mismo día, 18 de junio, el presidente de EEUU Donald Trump, quien agradeció públicamente los servicios de Shanahan, nombró como su sustituto al exmilitar Mark Esper.
Fue subsecretario de Defensa entre 2017 y 2019 así, entre 1986 y 2017, como directivo en Boeing.

## Biografía

### Educación
Nacido en Seattle, se graduó en la Bishop Blanchet High School en 1980. Asistió a la Universidad de Washington, donde obtuvo una licenciatura en ingeniería mecánica. Luego obtuvo una maestría en ciencias (M.S.) en ingeniería mecánica del Instituto Tecnológico de Massachusetts y una maestría en administración de empresas (MBA) de la Escuela de Administración y Dirección de Empresas Sloan.

### Carrera en Boeing
Se unió a Boeing en 1986, involucrándose en servicios de computación y el programa Boeing 777. A lo largo de su carrera, desempeñó funciones de gestión con respecto a los sistemas de defensa de misiles Boeing, como así también a los programas de líneas aéreas comerciales 737, 747, 767, 777 y 787. También desempeñó un papel al frente de la recuperación del programa 787 de Boeing.
Fue vicepresidente de Boeing Commercial Airplanes y gerente general del programa Boeing 757, siendo responsable del diseño, la producción y la rentabilidad de la familia de aviones 757. También ocupó cargos de liderazgo en el programa Boeing 767 y en la división de fabricación.
Luego se desempeñó como vicepresidente y gerente general de Boeing Rotorcraft Systems. Fue responsable de todos los programas de aviación del ejército de los Estados Unidos. Los programas en las instalaciones de la empresa incluían el V-22 Osprey, el CH-47 Chinook y el AH-64D Apache.
Desde diciembre de 2004, se desempeñó como vicepresidente y gerente general de Boeing Missile Defence System.  Posteriormente fue vicepresidente y gerente general del programa Boeing 787 Dreamliner, durante el período de desarrollo de la aeronave, entre 2007 y 2008. Luego se desempeñó como vicepresidente sénior de programas en Boeing Commercial Airplanes, desde diciembre de 2008.  En abril de 2016, se convirtió en vicepresidente sénior de Supply Chain & Operations para Boeing. También ha sido miembro del Consejo Ejecutivo de Boeing.

### Departamento de Defensa
El 16 de marzo de 2017, el presidente Donald Trump anunció su intención de nominar a Shanahan como subsecretario de Defensa, la segunda posición civil más alta del Departamento de Defensa de los Estados Unidos. Trump lo nominó para liderar planes para aumentar el tamaño de los militares.
La audiencia de confirmación del Senado tuvo lugar el 20 de junio de 2017. Durante la audiencia, el senador John McCain, un defensor de proporcionar armas a Ucrania, amenazó con bloquear la nominación de Shanahan sobre su respuesta en una declaración escrita sobre si Estados Unidos debería o no proporcionar dichas armas a Ucrania. Shanahan expresó que no tenía acceso a información militar clasificada para tomar una decisión sobre el asunto.
Robert O. Work, el subsecretario de Defensa al final de la administración de Barack Obama, permaneció en el cargo hasta la confirmación de Shanahan. Shanahan fue confirmado por el Senado con una votación de 92-7 el 18 de julio de 2017, y se convirtió en el trigésimo tercer subsecretario de Defensa, el 19 de julio de 2017.